# Messier 50
Messier 50 (auch als NGC 2323 bezeichnet) ist ein +5,9 mag heller offener Sternhaufen mit einer Winkelausdehnung von 16′ im Sternbild Einhorn. Seine Entfernung zum Sonnensystem beträgt etwa 3000 Lichtjahre, die Gesamtmasse wird auf rund 1000 Sonnenmassen geschätzt. M50 zählt mit seinem Alter von höchstens 140 Millionen Jahren zu den jüngeren galaktischen Sternhaufen der Milchstraße. Entdeckt wurde Messier 50 im Jahr 1711 von dem Astronomen Giovanni Domenico Cassini. Am 5. April 1772 beobachtete der französische Astronom Charles Messier diesen offenen Sternhaufen und fügte diesen seinem Katalog hinzu.
Eine 2012 veröffentlichte, foto- und astrometrisch tief reichende Studie von Forschern des Pulkowo-Observatoriums, basierend auf Astrografenplatten, findet eine Anzahl von 508 Haufenmitgliedern.